# Windbach (Aar)
Der Windbach ist ein kurzer linker und westlicher Nebenbach der Aar.

## Verlauf
Der Windbach befindet sich in der Gemarkung Aarbergen-Hausen über Aar. In seinem Ober- und Mittellauf sind der Windbach (hier auch Kehrgraben) und sein Seitenarm Steimelsgraben nach Art einer Runse kerbenartig übertieft, was auf historische Bodenerosion durch starke Entwaldung vor allem im 17. und 18. Jahrhundert zurückzuführen ist.